# Cetopsorhamdia picklei
Cetopsorhamdia picklei är en fiskart som beskrevs av Schultz, 1944. Cetopsorhamdia picklei ingår i släktet Cetopsorhamdia och familjen Heptapteridae. Inga underarter finns listade i Catalogue of Life.